# Nepenthes smilesii
Nepenthes smilesii es una planta de jarra tropical nativa del noreste de Tailandia, el sur de Laos, Camboya, y Vietnam. Nepenthes smilesii puede tolerar una estación seca prolongada y es más común en sabanas arenosas y praderas abiertas.
El epíteto específico smilesii se refiere al coleccionista de plantas Frederick Henry Smiles, que hizo la primera colección conocida de esta especie.

## Historia botánica
Nepenthes anamensis es un sinónimo heterotípico de la N. smilesii. Su estado de conservación aparece como dato deficiente en la Lista Roja de la UICN.
Nepenthes smilesii se denominó N. anamensis durante la mayor parte del siglo XX. La confusión adicional resultó del etiquetado erróneo de plantas de N. smilesii como N. thorelii en el comercio hortícola. En Plantas de Jarra del Viejo Mundo, Stewart McPherson lista N. mirabilis f. Smilesii y N. mirabilis var. Smilesii como sinónimos de la N. smilesii, pero Marcello Catalano considera que éstos representan formas normales de N. mirabilis.

## Descripción

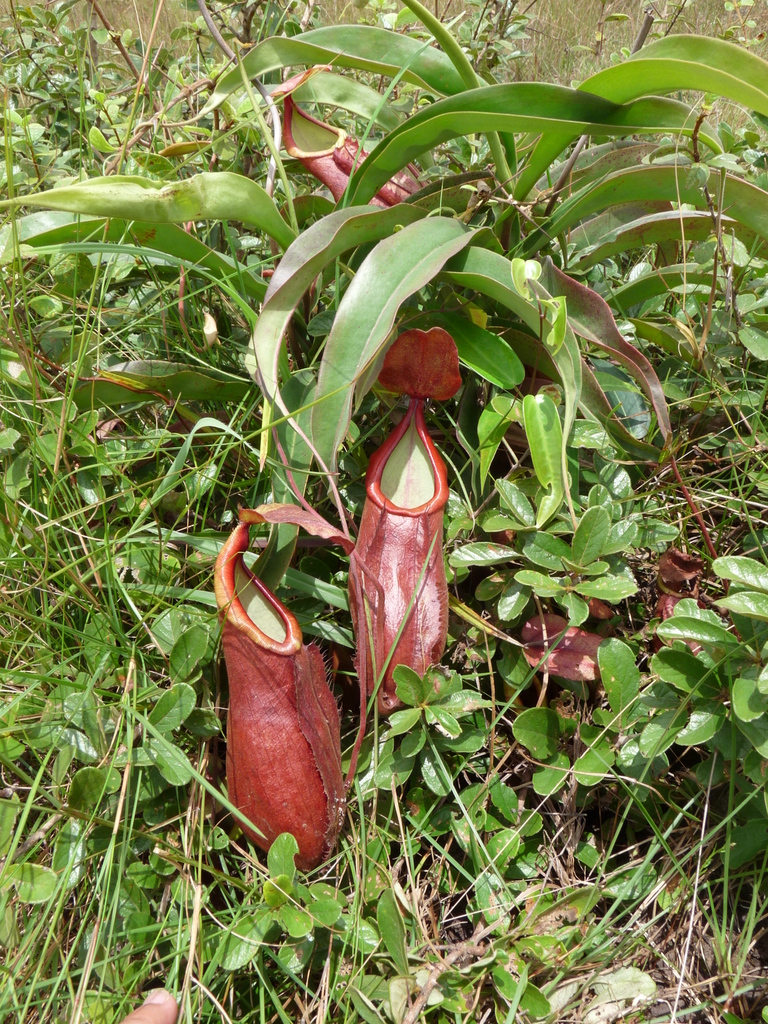
Planta en roseta con jarras bajas

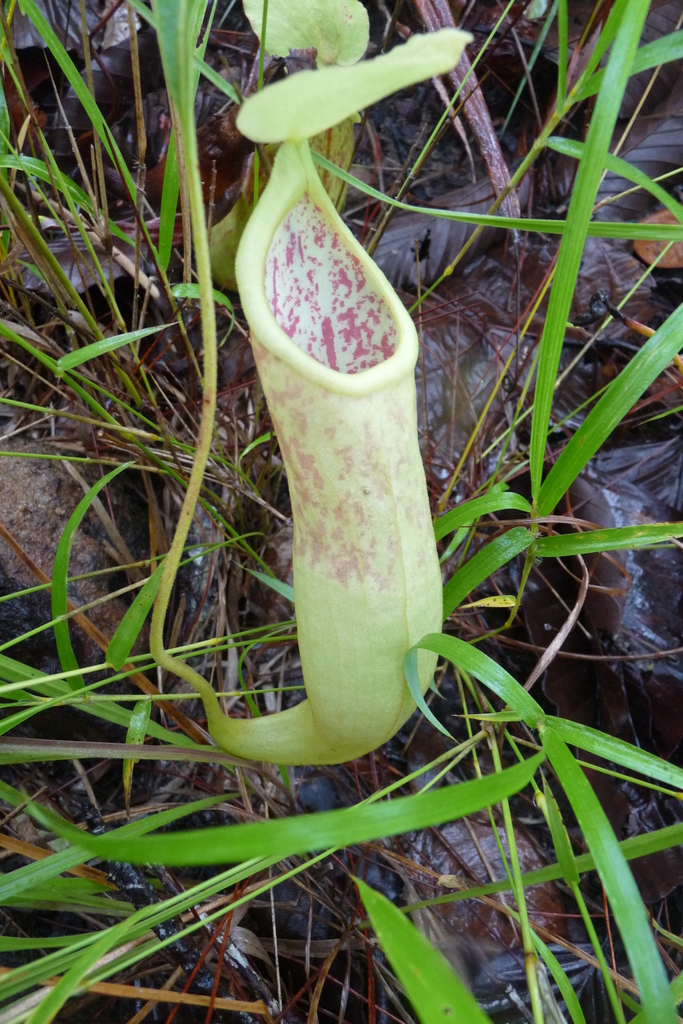
Jarra

Nepenthes smilesii es una planta trepadora que crece a una altura de 5 m. Sus hojas son sésiles y coriáceas (coriáceas) en textura, muy estrechas lineales, alcanzando 40 cm de longitud y solo hasta 4 cm de ancho.

## Ecología

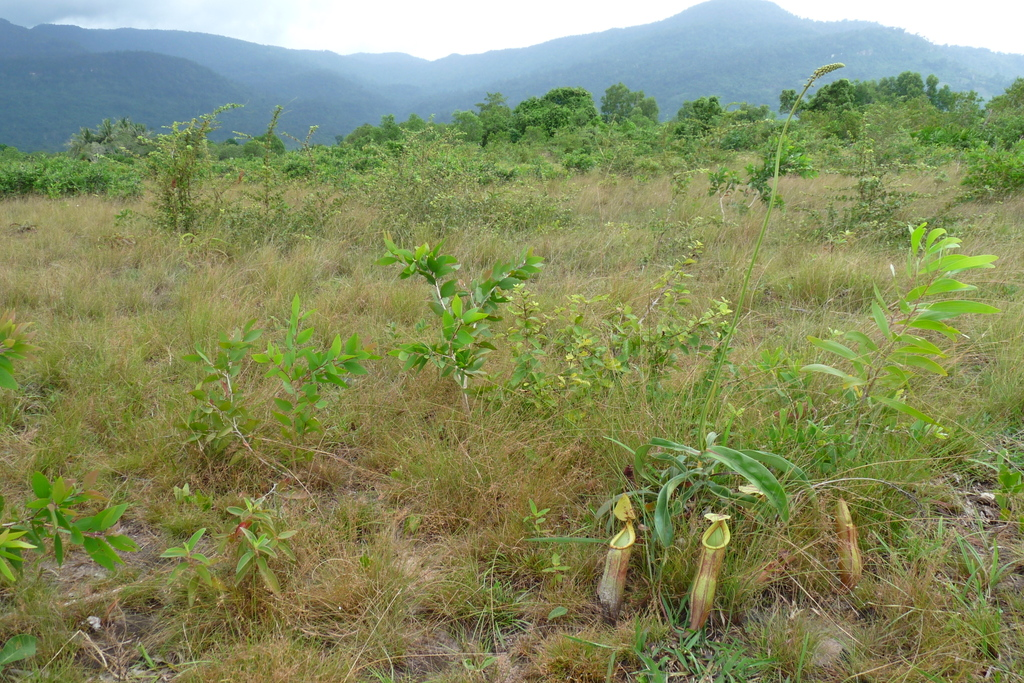
Nepenthes smilesii, Kampot, Camboya (16 m asl)

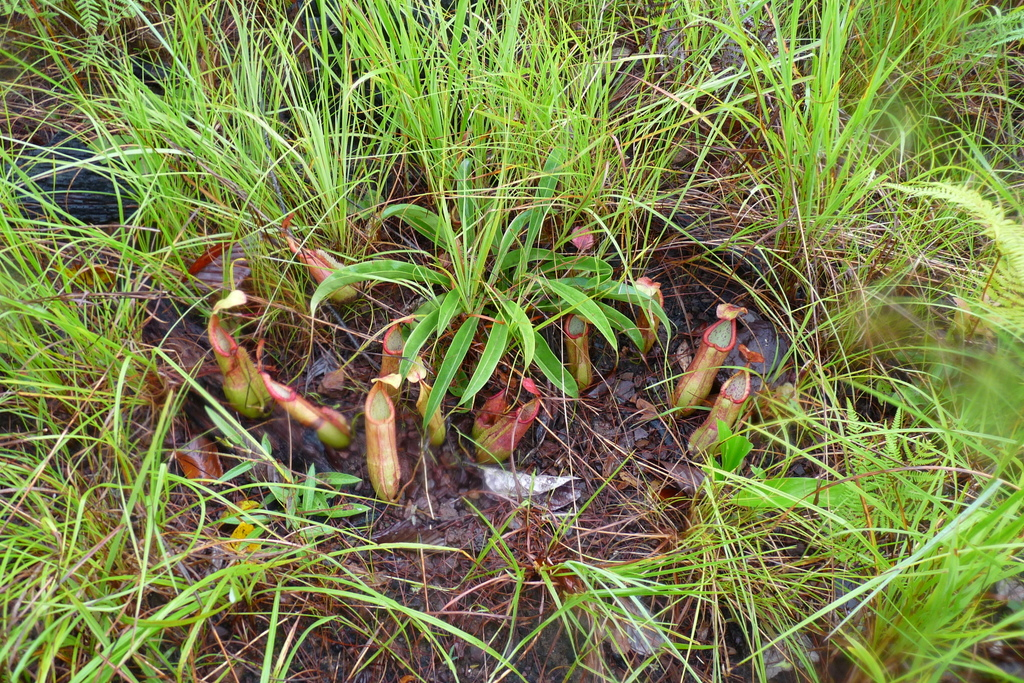
Nepenthes smilesii, Kirirom National Park, Camboya (~700 m asl)

Nepenthes smilesii tiene una distribución generalizada en toda Indochina. Se ha registrado desde Camboya, el noreste de Tailandia, el sur de Laos y el oeste de Vietnam. La especie se encuentra en un amplio rango de altitudes, y se registra desde elevaciones de 16 [3] a 1500 m sobre el nivel del mar, aunque se encuentra más a 800 m.
Nepenthes smilesii es notable entre los Nepenthes indochinos por tolerar temperaturas extremadamente bajas. Se han registrado especímenes individuales de un híbrido natural entre N. smilesii y N. mirabilis de Camboya.

## Especies relacionadas
Nepenthes smilesii aparece más estrechamente relacionado con N. kongkandana y puede ser difícil distinguirlo de esa especie. Difiere principalmente en la forma de sus láminas, que son lineales a lanceoladas con un ápice agudo, en oposición a obovado con un ápice acuminado en el último. Nepenthes smilesii también difiere en tener zarcillos más cortos y un peristoma más estrecho.